# زوئی لوند
زوئی تامرلیس لوند (انگلیسی: Zoë Tamerlis Lund؛ ۹ فوریهٔ ۱۹۶۲ – ۱۶ آوریل ۱۹۹۹) یک هنرپیشه و کارگردان اهل ایالات متحده آمریکا بود.
وی بازیگر فیلم‌هایی همچون جلوه‌های ویژه، میس ۴۵ و ستوان بد بوده‌است.